# Spilonota ocellana
The Bud Moth (Spilonota ocellana) là một loài bướm đêm thuộc họ Tortricidae. Loài này có ở the Palearctic ecozone (from châu Âu to miền đông Nga và Nhật Bản. It is also present on Madeira) và Bắc Mỹ.
Sải cánh dài 12–17 mm. Con trưởng thành bay từ tháng 5 đến tháng 10 tùy theo địa điểm. Có một lứa một năm.
Ấu trùng ăn nhiều loại cây và bụi cây khác nhau.

## Hình ảnh

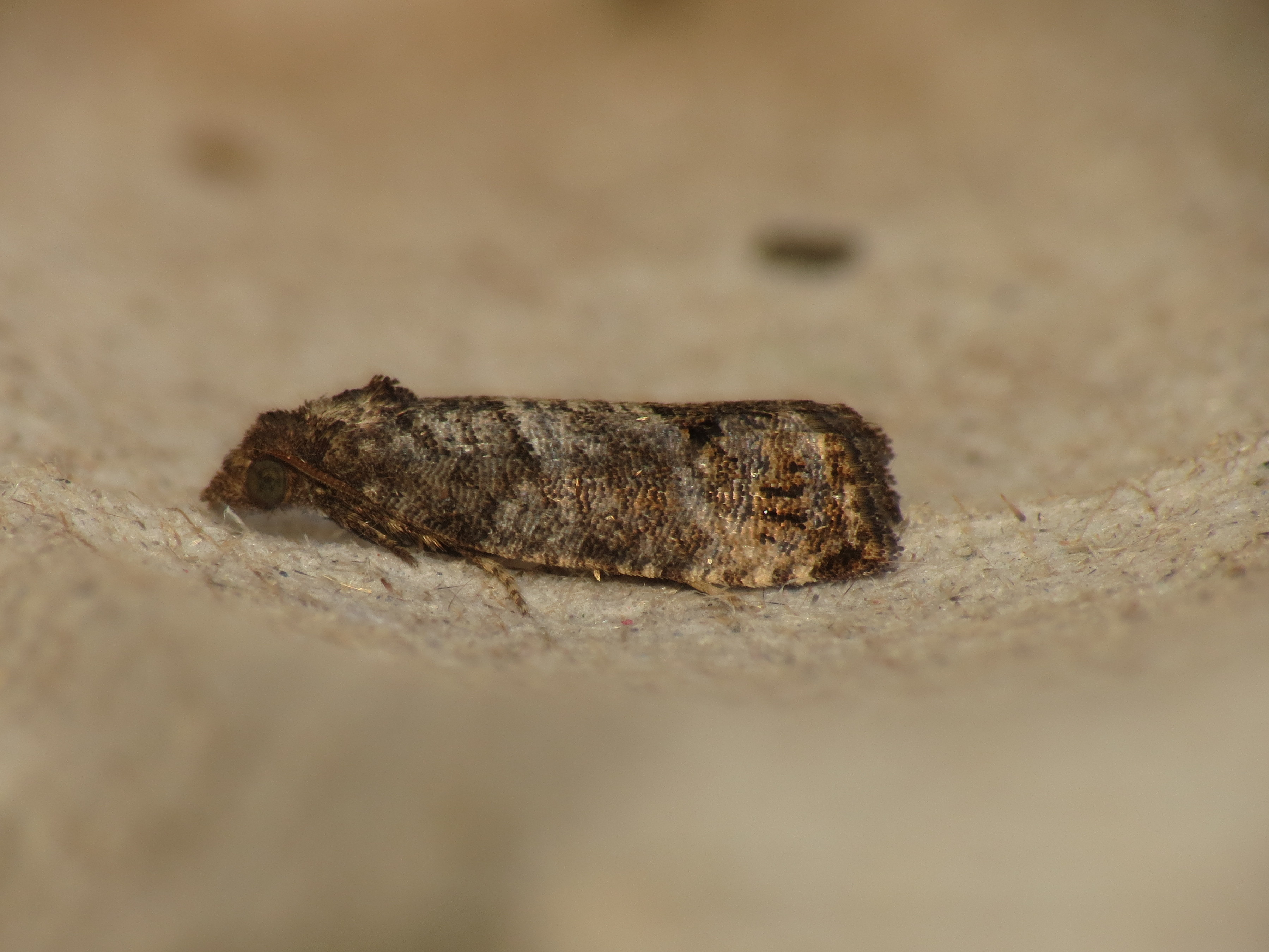
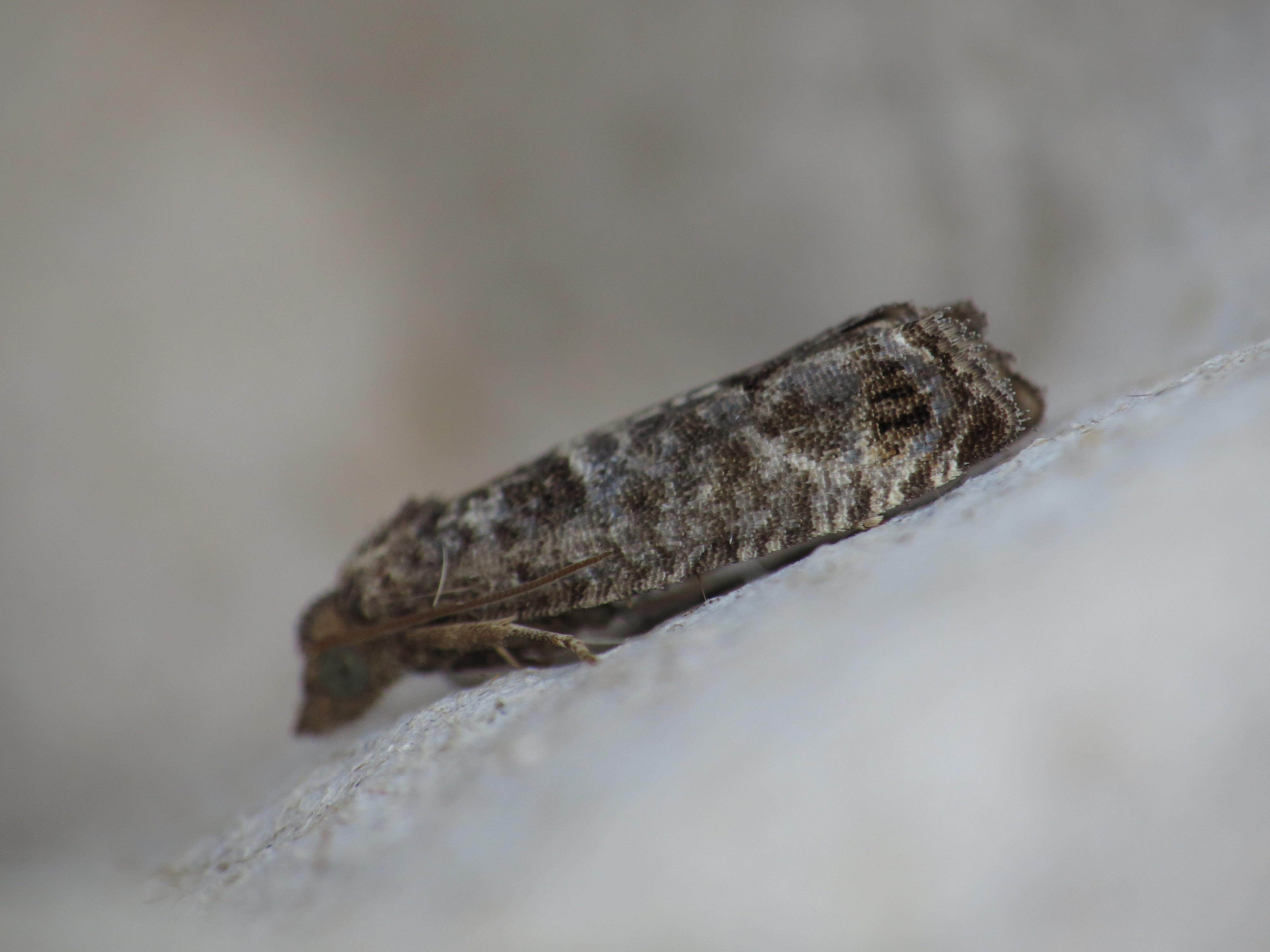
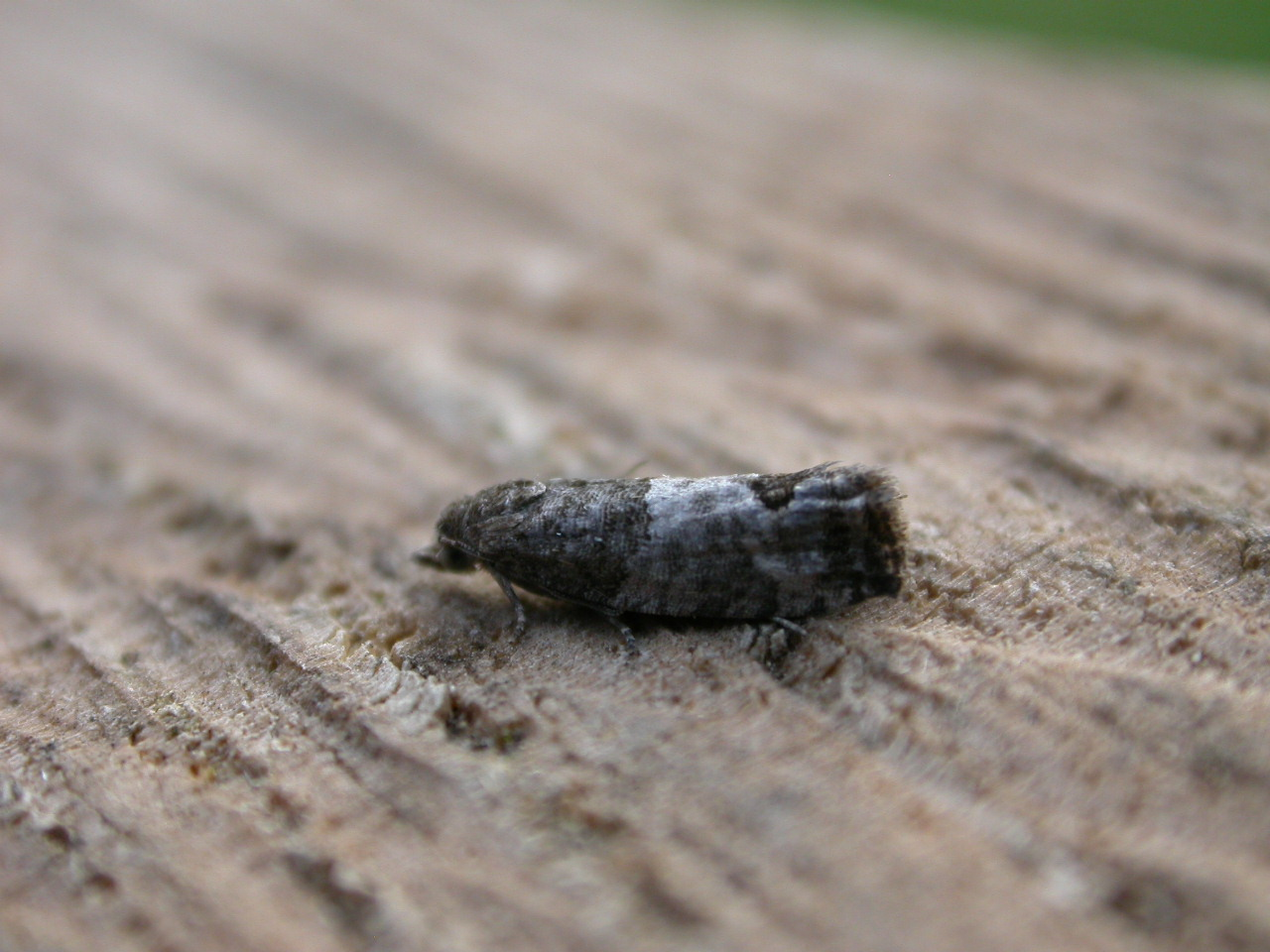
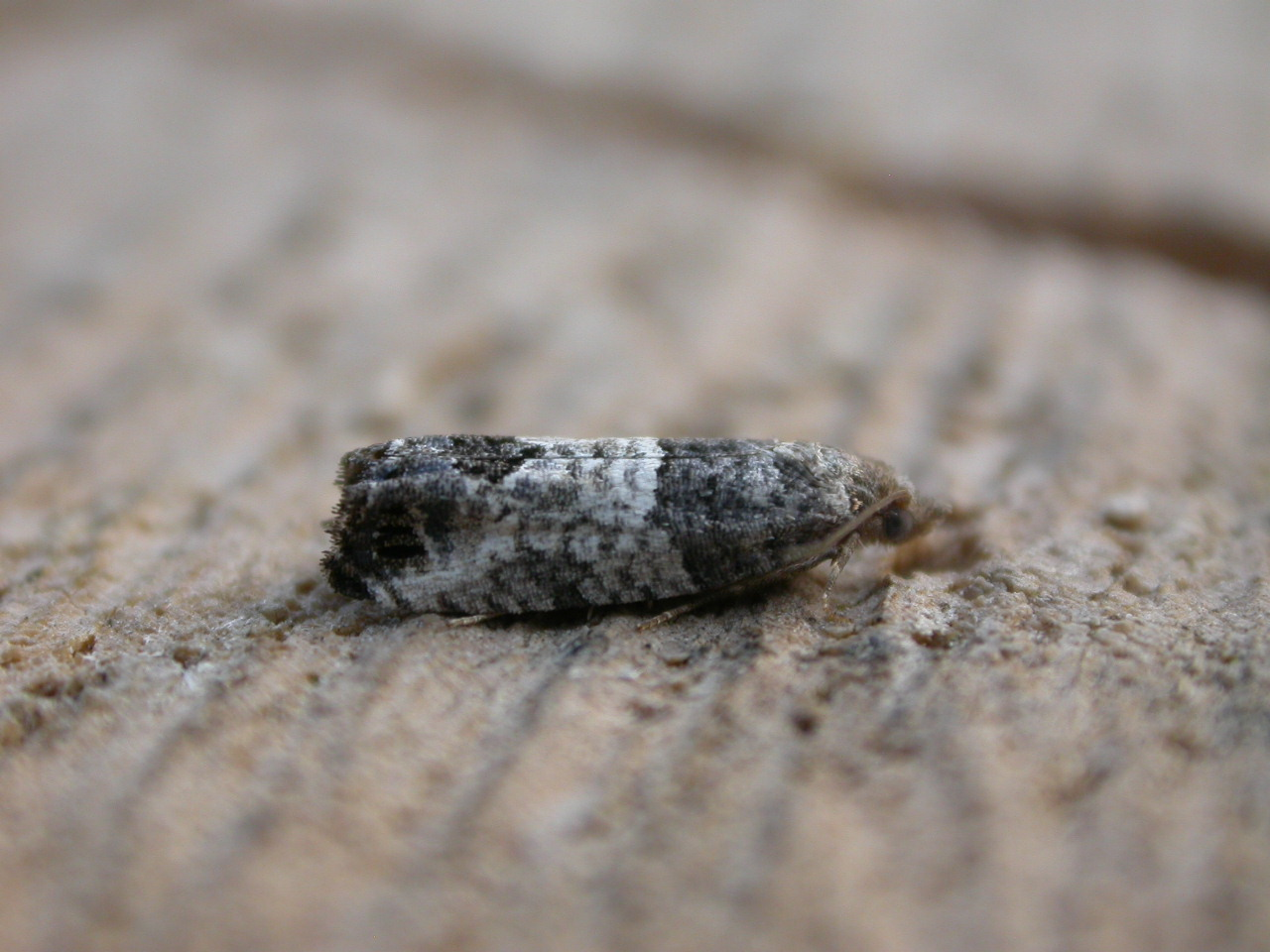